# Tóparti Gimnázium és Művészeti Szakközépiskola
A Tóparti Gimnázium és Művészeti Szakgimnázium Székesfehérvár egyik legfiatalabb középiskolája. 1989-ben alapították, az építészeti kuriózumnak számító volt Úttörőház, a mai Szabadművelődés Háza mellé épített szárnyban működik.  
Nevét a közvetlenül mellette lévő Vidámparki-tóról kapta, ami Székesfehérvár mintegy 15 tava közül a belvároshoz legközelebb esik és funkcióját tekintve csónakázótó. Az iskolában művészeti és gimnáziumi oktatás egyaránt folyik.

## Külső hivatkozások
- Az iskola honlapja